# Coupe d'Arménie de football 2003
Navigation
Coupe d'Arménie 2002 Coupe d'Arménie 2004
La Coupe d'Arménie 2003 est la 12e édition de la Coupe d'Arménie depuis l'indépendance du pays. Elle prend place entre le 15 mars et le 27 mai 2003.
Un total de quinze équipes participe à la compétition, correspondant à sept des huit clubs de la première division 2003, à l'exception du  Lernagorts Ararat, auxquels s'ajoutent huit équipes du deuxième échelon.
La compétition est remportée par le Mika Ashtarak qui s'impose contre le Banants Erevan à l'issue de la finale pour gagner sa troisième coupe nationale. Cette victoire permet au Mika de se qualifier pour l'édition 2004 de la Supercoupe d'Arménie.

## Huitièmes de finale
Les matchs aller sont disputés les 15 et 16 mars 2003, et les matchs retour les 19 et 20 mars suivants.
| Équipe 1              | Score   | Équipe 2                | Aller   | Retour  |
| --------------------- | ------- | ----------------------- | ------- | ------- |
| Mika-2 Ashtarak (D2)  | 1 - 8   | (D1) Pyunik Erevan      | 0 - 6   | 1 - 2   |
| Dinamo Erevan (D2)    | 0 - 16  | (D1) Mika Ashtarak      | 0 - 10  | 0 - 6   |
| Banants Erevan (D1)   | 13 - 0  | (D2) Nork Marash        | 6 - 0   | 7 - 0   |
| Kotayk-2003 (D2)      | 0 - 3   | (D1) Shirak FC          | 0 - 2   | 0 - 1   |
| Kotayk Abovian (D1)   | 5 - 0   | (D2) Pyunik-2 Erevan    | 4 - 0   | 1 - 0   |
| Lokomotiv Erevan (D2) | 1 - 6   | (D1) Dinamo-2000 Erevan | 0 - 6   | 1 - 0   |
| Araks Ararat (D1)     | 2 - 3   | (D2) Kilikia Erevan     | 1 - 1   | 1 - 2   |
| Spartak Erevan (D2)   | Forfait | Lernayin Artsakh        | Forfait | Forfait |

## Quarts de finale
Les matchs aller sont disputés les 23 et 24 mars 2003, et les matchs retour les 6 et 7 avril suivants.
| Équipe 1            | Score | Équipe 2                | Aller | Retour |
| ------------------- | ----- | ----------------------- | ----- | ------ |
| Spartak Erevan (D2) | 0 - 5 | (D1) Mika Ashtarak      | 0 - 3 | 0 - 2  |
| Pyunik Erevan (D1)  | 1 - 0 | (D1) Kotayk Abovian     | 1 - 0 | 0 - 0  |
| Banants Erevan (D1) | 6 - 3 | (D1) Dinamo-2000 Erevan | 4 - 0 | 2 - 3  |
| Kilikia Erevan (D2) | 2 - 5 | (D1) Shirak FC          | 1 - 2 | 1 - 3  |

## Demi-finales
Les matchs aller sont disputés les 17 et 18 mai 2003, et les matchs retour les 22 et 23 mai suivants.
| Équipe 1            | Score | Équipe 2           | Aller | Retour |
| ------------------- | ----- | ------------------ | ----- | ------ |
| Shirak FC (D1)      | 0 - 3 | (D1) Mika Ashtarak | 0 - 0 | 0 - 3  |
| Banants Erevan (D1) | 3 - 2 | (D1) Pyunik Erevan | 1 - 1 | 2 - 1  |

## Finale
La finale de cette édition oppose le Banants Erevan au Mika Ashtarak. Le Banants dispute à cette occasion sa deuxième finale après sa victoire lors de la saison 1992. Le Mika joue quant à lui sa troisième finale de coupe, s'étant déjà imposé par deux fois en 2000 et 2001.
La rencontre est disputée le 27 mai 2003 au stade Républicain Vazgen-Sargsian d'Erevan. Le seul but du match est inscrit peu avant la fin du temps réglementaire par Armen Petikyan (en) en faveur du Mika, permettant au club de s'imposer et de remporter sa troisième coupe nationale en autant de finales jouées.
| Entraîneur :      |
| Oganes Zanazanyan |

| Entraîneur :           |
| Souren Barseghyan (en) |

| Entraîneur :      |
| Oganes Zanazanyan |

| Entraîneur :           |
| Souren Barseghyan (en) |